# Devonshire House
Devonshire House är ett före detta stadspalats på Piccadilly, London. 
Palatset var residens för hertigarna av Devonshire i 200 år, tills det revs 1924.
Det var ett palats i palladiansk stil, byggt efter ritningar av William Kent 1740 för att ersätta ett tidigare hus. Arkitekten fick utstå en hel del kritik från allmänheten; man tyckte palatset såg ut som ett magasin. Byggnaden kom bland annat att innehålla hertigarnas berömda konstsamlingar. En del av dessa finns numera på Chatsworth House.
1897 höll Spencer Cavendish, 8:e hertig av Devonshire en berömd maskeradbal på Devonshire House för att celebrera drottning Viktoria av Storbritannien och hennes diamantjubileum. Prinsen av Wales (senare Edvard VII av Storbritannien) med maka var inbjudna, liksom hertigen av York (senare Georg V av Storbritannien) med maka.
Efter första världskriget var många engelska adelsfamiljer tvungna att överge sina Londonresidens, på grund av dålig ekonomi. Devonshire House såldes och revs. Numera finns bland annat ett hotell på platsen. 